# محمد الشعار
محمد الشعار (عربی: محمد إبراهیم الشعار، متولد شهرستان الحفه در لاذقیه، سال ۱۹۵۰م) وزیر کشور سوریه از ۱۴ آوریل ۲۰۱۱ در کابینهٔ عادل سفر است. وی در سال ۱۹۷۱ به نیروهای مسلح سوریه پیوست و چند منصب امنیتی را نظیر رئیس پلیس نظامی سوریه و قبلش رئیس اطلاعات نظامی در حلب بر گرده گرفته است. وی پس از سعید سمور که وزارت کشور سوریه را از ۲۰۰۳ بر گرده گرفته بود، به این منصب در تاریخ ۱۴ آوریل ۲۰۱۱ گماشته شد.